# Nové Strašecí
Nové Strašecí település Csehországban, Rakovníki járásban. Nové Strašecí Ruda, Stochov, Lány, Řevničov, Rynholec és Mšecké Žehrovice településekkel határos. Lakosainak száma 5684 fő (2024. január 1.).

## Népesség
A település lakosságának változását az alábbi diagram mutatja:
| Lakosok száma | 3169 | 2953 | 3257 | 2895 | 4449 | 5054 | 5456 | 5517 | 5573 | 5684 |
|               | 1869 | 1890 | 1921 | 1950 | 1980 | 2001 | 2017 | 2019 | 2022 | 2024 |